# Attention Please
《ATTENTION PLEASE》（日語：アテンションプリーズ）是日本劇作家上條逸雄以航空業界為舞台的原作電視劇本，於1970年製作成電視劇，由紀比呂子主演。及後於2006年再次製作，由上戶彩主演。漫畫家細川知榮子便以此劇為基礎把作品漫畫化。
該劇的名稱是擇自機場及飛機艙內向旅客廣播時慣性使用的前置術語「Attention Please」的音譯。
2006年版台譯「空姐特訓班」。港譯「我要做空姐」，译名受港產電影「我要做Model」的影響所致。而中國大陸則譯為「甜心空姐」。

## 1970年電視劇
1970年8月－1971年3月期間於東京放送播出，共製作32集。故事講述主角在高中畢業後，參加了機艙服務員考試。合格後前往東京，接受嚴格的訓練並以成為國際線空中小姐為志願。這套劇被認為用以加強人們對機艙服務員這一行業的認識。該劇當時與日本航空公司合作拍攝。劇中演員所穿的是該公司第五代空姐制服。經常與1983年推出的《空中小姐》（スチュワーデス物語，主演：堀智榮美）作比較。著名的對白是「我要成為世界第一的空中小姐。」

### 主要演員
- 美咲洋子………紀比呂子
- 田村早苗………范文雀
- 廣村綾子………高橋厚子
- 香川妙子………皆川妙子
- 南啟子…………黑澤のり子
- 關山百合………關口招子
- 榊原彌生………麻衣ルリ子
- 三上教官………佐原健二
- 堤建二…………山內賢
- 田村順一………池田秀一
- 美咲洋子的父親……藤田進
- 宿舍管理員…………千石規子
- 高村機長……………龍雷太
- 高村機長的妻子……田村奈巳

### 製作人員
- 製作人：黑田正司
- 原案：上條逸雄
- 劇本：上條逸雄、上林進、加瀨高之
- 攝影：田端金重
- 燈光：加藤道夫
- 美術：栗山吉正
- 錄音：田中信行
- 整音：原田敦
- 音樂：三澤鄉
- 講解：納谷悟朗
- 導演：竹林進、金谷稔
- 監製：東寶株式會社、TBS

### 主題曲
- ザ·バーズ『アテンションプリーズ』

### 片尾曲
- 砂川啟介『俺は飛ぶ』

## 2006年電視劇
富士電視台於2006年4月18日－6月27日每逢星期二播出，共11集，第1集延長15分鐘，最後一集則延長10分鐘。由上戶彩、錦戶亮主演。在台灣則由緯來日本台以「空姐特訓班」名稱播映。香港則在2007年3月22日－4月5日（6日及9日播映夏威夷特別篇）在香港有線電視娛樂台播映，名為「我要做空姐」。在中國，上海東方電影頻道則由2007年6月25日－7月2日播映，名為「甜心空姐」；2008年又分别由贵州电视台和广东电视台引进，曾在深圳卫视、广西卫视、杭州电视台西湖明珠频道和安徽电视台经济生活频道、广东卫视、贵州卫视、金华广电经济生活等频道播出。馬來西亞則在2008年3月23日－6月8日在八度空間播映，名為「空姐特訓班」。
與前作相同，2006年版的「ATTENTION PLEASE」也是與日本航空公司共同製作．在登場人物方面，兩個版本的主角雖同是稱「美咲洋子」，但其他角色則有所改變．例如前作的教官稱「三上」，而現代版則稱「三神」，性別也由男性改為女性（因為現在日本航空公司的機艙服務員教官並無男性）。見習機師「堤」前作全名為「堤健二」而現代版則改稱「堤修介」。其他登場人物則是新創的。內容全新編寫，與日本現今完全參照漫畫忠實改編的潮流略有不同。據《日刊體育報》報導，該劇餐廳場景的拍攝地點是東京都新宿區戶塚町「RIHGA Royal Hotel Tokyo」的「Garden Lounge」餐廳，與《熟男不結婚》、《秘密花園》、《流星花園2》等劇相同。
在每集片尾曲，主角上戶彩均會展示日本航空公司由第一代以來的空姐制服。在最後三集的片尾曲中，原本預定由上戶彩展示網頁投票選出的前三名最受歡迎的空姐制服，但最後改成前二名，並在最後一集的片尾曲特別版展示出由第一代以來的制服。

### 製作人員
- 策劃：土屋健、大辻健一郎
- 原案：上條逸雄
- 導演：佐藤祐市
- 製作人：岩田祐二
- 編劇：後藤法子、永田優子
- 配樂：菅野祐悟
- 演出：佐藤祐市（領班）、植田泰史、城寶秀則、北川學
- 協力：、日本航空
- 主題曲：木村KAELA「OH PRETTY WOMAN」

### 主要演員
- 上戶彩 飾 美咲洋子 (34) - 機艙服務員訓練生

本劇主角。之前在九州組樂團，因為她單戀的男性朋友說過想看她穿上空姐制服的樣子，於是決心成為空姐。在訓練期間遇到許多挫折後，終於了解空服員的真正意義。性格開朗，不服輸。於第10集發現自己喜歡上翔太。
- 錦戶亮 飾 中原翔太 (35) - 飛機維修師

對工作認真，性格沉默寡言。航空大學出身，本來打算成為機師，因為眼睛有傷，所以退而其次選擇做飛機維修師。不知不覺對美咲在意，在第8集美咲一度放棄成為空服員時，像大學時教官借小型飛機載美咲飛行並鼓勵她不要放棄，第11集拒絕彌生告白。
- 相武紗季 飾 若村彌生 (34) - 機艙服務員訓練生

在入職面試時被洋子借了套裝時認識，進而成為要好的朋友。會吐嘈洋子。家裡經營蕎麥麵店。單戀著翔太，於第10話告白。
- 大塚千弘 飾 關山有紀 (33) - 機艙服務員訓練生

成熟也膽小的人。會對同輩使用敬語。被洋子的開朗感化而成為朋友。由於父親是前機長，因此對航空業界的情報知道相當詳細。2007年的特別篇以後跟堤修介交往。
- 上原美佐 飾 弘田沙織 (36) - 機艙服務員訓練生

跟洋子有著對抗意識，常用輕蔑的態度對她。不過在救難訓練過後跟洋子逐漸要好起來。其實家裡貧窮，得穿著姊姊穿過的衣服，在意著他人目光而想要改變自己，為了讓自己有自信而以機艙服務員為目標努力。
- 高橋マリ子 飾 香川麗子 (18) - 機艙服務員訓練生
- 大友みなみ 飾 東野 遙 (18) - 機艙服務員訓練生
- 小泉孝太郎 飾 堤 修介 (41) - 機師訓練生

花花公子、對女生的辨識度遠高於男生，自稱當機師是為了受歡迎。訓練生時代因為袖子上沒有線而被叫做「烏鴉」。最終話通過路線審查而成為副機長。2007年的特別篇以後跟関山有紀交往。尊敬著前機長的有紀父親。
- 七瀨なつみ 飾 木下朝美 (48) - 機艙服務員訓練部TID-1班教官

尊敬著三神，同時也有著競爭意識。口頭禪是「那個美咲洋子啊…」。很在意關於美容的話題。
- 真矢美季 飾 三神 環 (55) - 機艙服務員訓練部TID-2班的機艙服務員（CA）教官

以前當機艙服務員時是位容貌美麗、姿態端正、人氣與實質成績都很優秀的完美女性。在三神班給人的印象是「冷酷的魔鬼教官」。曾擔任1992年航空公司月曆裡的五月小姐。
- 柳 敏 飾 麻生 薰 (40) - 現役國際線機艙服務員

身為2006年航空公司月曆裡的四月小姐，是名亮眼的前輩機艙服務員，同時也是洋子最不好應付的前輩。洋子值得紀念的初次OJT與初次國際線OJT都跟她一起。
- 小市慢太郎 飾 渡邊 誠 (29) - 航空整備員

翔太的大前輩。雖然嚴厲卻也是個很替別人著想的人。
- 淺野和之 飾 若村昭三 (38) - 彌生的父親
- 井上順 飾 太宰 晉一郎 (42) - 訓練部部長
- 小日向文世 飾 櫻田信哉 (49) - 現役機師

是堤修介的教官。總是在一旁看著美咲。為三神的相談對象，經常鼓勵她。會跟三神去喝個兩杯或是打保齡球。跟三神為兩情相悅的關係。2007年的特別篇以訓練教官的身分登場。
- 真野裕子 飾 村山瑞穗 (43) - 現役國際線機艙服務員

跟麻生(笛木優子)同為前輩機艙服務員。

### 特別篇主要演員

#### 夏威夷檀香山篇
- 原田夏希 飾 (Lisa) - 草裙舞導師

洋子在三神的介紹下認識，教導洋子草裙舞。
- 正名僕蔵 飾 轟 博人

是洋子在國際航線OJT時服務的乘客，喜歡Lisa的草裙舞。在洋子的幫助下與Lisa復合並訂婚。

#### 澳大利亞篇
- 清水由紀 飾  - 機艙服務員訓練生

洋子的後輩，有著與洋子相同的訓練態度。

### 播放日期、副題及收視率
| 各集   | 播放日        | 中文副題                     | 原文副題                   | 收視率 |
| ------ | ------------- | ---------------------------- | -------------------------- | ------ |
| 第1集  | 2006年4月18日 | 最爛新進訓練生大暴走!!       | 大暴走サイテー新人訓練生!! | 17.7%  |
| 第2集  | 2006年4月25日 | 憧憬!?的制服                 | 憧れ!?の制服               | 14.9%  |
| 第3集  | 2006年5月2日  | 地獄式緊急救難訓練           | 地獄の非常救難訓練!!       | 16.8%  |
| 第4集  | 2006年5月9日  | 只有兩人的初次飛行           | 2人だけの初フライト        | 16.0%  |
| 第5集  | 2006年5月16日 | 朝空姐般的優雅女性之路前進!! | CA流イイ女への道!!         | 15.7%  |
| 第6集  | 2006年5月23日 | 我最討厭你！！               | アンタなんて大嫌い!!       | 15.3%  |
| 第7集  | 2006年5月30日 | 最後的授課…流淚的理由        | 最後の授業…涙の理由        | 15.4%  |
| 第8集  | 2006年6月6日  | 告白…空中的初次約會          | 告白…大空の初デート        | 16.9%  |
| 第9集  | 2006年6月13日 | 首次飛行…兩人的戀曲          |                            | 15.7%  |
| 第10集 | 2006年6月20日 | 飛翔吧!!乘著戀愛之翼         |                            | 19.2%  |
| 第11集 | 2006年6月27日 | 飛向天際!!踏上旅程之時       | 大空へ!!旅立ちの時         | 16.5%  |
| 特別編 | 2007年1月13日 | 來去夏威夷                   | ハワイ・ホノルル編         | 17.2%  |
| 特別編 | 2008年4月3日  | 來去澳洲雪梨                 | オーストラリア・シドニー編 | 13.3%  |

平均收視 16.37%
（收視率為日本關東地區的收視率及由Video Research社調查）

## 節目的變遷
| 日本富士電視台系列 火九連續劇              | 日本富士電視台系列 火九連續劇                      | 日本富士電視台系列 火九連續劇 |
| ------------------------------------------ | -------------------------------------------------- | ----------------------------- |
|                                            | Attention Please （2006年4月18日 - 2006年6月27日） |                               |
| 護士小葵 （2006年1月10日 - 2006年3月21日） | Dance Drill （2006年]7月11日 - 2006年9月19日）     |                               |

| 臺灣緯來日本台 富士哈日劇 週一至週五晚間21:00至22:00 | 臺灣緯來日本台 富士哈日劇 週一至週五晚間21:00至22:00                                           | 臺灣緯來日本台 富士哈日劇 週一至週五晚間21:00至22:00 |
| ---------------------------------------------------- | ---------------------------------------------------------------------------------------------- | ---------------------------------------------------- |
|                                                      | 空姐特訓班 （2007年2月16日 - 2007年3月2日）                                                    |                                                      |
| 戀愛維他命 （2007年2月1日 - 2007年2月15日）          | 西遊記 （2007年3月5日 - 2007年3月19日）                                                        |                                                      |
| 週一至週五 23:00至24:00                              |                                                                                                |                                                      |
| 破案天才奇娜 （2010年2月24日 - 2010年3月8日）        | 空姐特訓班重播 （2010年3月9日 - 2010年3月23日） 飛向澳洲雪梨 （2010年3月24日 - 2010年3月25日） | 愛蜜公主出城去 （2010年3月26日 - ）                  |

| 香港有線電視娛樂台 劇力無限11點 週一至週五晚間23:00至24:00 | 香港有線電視娛樂台 劇力無限11點 週一至週五晚間23:00至24:00 | 香港有線電視娛樂台 劇力無限11點 週一至週五晚間23:00至24:00 |
| ---------------------------------------------------------- | ---------------------------------------------------------- | ---------------------------------------------------------- |
|                                                            | 我要做空姐 （2007年3月22日 - 2007年4月5日）                |                                                            |
| —                                                          | —                                                          |                                                            |

## 外部連結
- ATTENTION PLEASE 電視劇2006年版官方網站 （页面存档备份，存于） （日語）
- 上海東方電影頻道《甜心空姐》正文 （簡體中文）
- 緯來日本台官方網站 （页面存档备份，存于） （正體中文）
- 資料庫
  - DramaWiki 電視劇Attention Please （页面存档备份，存于） （英語）
  - 《空姐特訓班》 （页面存档备份，存于）－偶像劇場資料庫 （正體中文）